# Ехо вірус
ECHO-вірус (абревіатура походить від англ. Enteric Cytopathic Human Orphan; також Enterovirus B) — вид вірусів з роду ентеровірусів родини Picornaviridae. Еховіруси знаходяться в шлунково-кишковому тракті (тому він є частиною роду ентеровірусів) і здатні спричинити різні захворювання.

## Опис
ECHO-вірус є дуже заразним, і його основною мішенню є діти. ECHO-вірус є однією з провідних причин гострих гарячкових захворювань у немовлят і маленьких дітей, часто спричинює асептичний або серозний менінгіт. Зараження дитини цим вірусом після пологів може стати причиною тяжких системних захворювань, призводить до високої малюкової смертності. ECHO-вірусні ураження часто нагадують прояви інших поширених бактеріальних і вірусних хвороб.

## Клінічні ознаки
ECHO-вірус спричинює різну клінічну симптоматику і перебіг у дорослих та дітей. Ураження протягом перших двох тижнів після народження може спричинити потенційно смертельне захворювання. У цій віковій категорії смерть зазвичай є результатом переважно печінкової недостатності або міокардиту, ніж ураження центральної нервової системи. Кращий прогноз у старших дітей та дорослих. Міокардит є найчастішим ускладненням у дорослих. ECHO-вірус, як і Ентеровіруси А і Б (віруси Коксакі), як правило, призводить до легкого захворювання з відсутністю значної гарячки. Також може з'явитися висип різного характеру та локалізації. 
Детальніші відомості з цієї теми ви можете знайти в статті Ентеровірусні інфекції.